# Kurt Behrend
Kurt Behrend (* 8. September 1905 in Berlin; † 8. April 1989 ebenda) war ein deutscher Politiker (SPD).
Kurt Behrend besuchte eine Realschule und machte eine Lehre als Maschinenbauer bei Borsig. 1922 trat er der Sozialistischen Arbeiter-Jugend (SAJ) und ein Jahr später sowohl der Gewerkschaft als auch der SPD bei. Er studierte an der Ingenieurschule Gauß. Ab 1926 arbeitete er für vierzig Jahre als Betriebsingenieur bei der Bewag. 
Nach dem Zweiten Weltkrieg wurde Behrend 1945 Betriebsrat und ab 1952 Arbeitnehmervertreter im Aufsichtsrat der Bewag. Bei der Berliner Wahl 1954 wurde er in die Bezirksverordnetenversammlung im Bezirk Reinickendorf gewählt. Bei der Wahl 1963 wurde er in das Abgeordnetenhaus von Berlin gewählt, dem er bis 1971 angehörte.
Behrend war von 1948 bis 1958 Mitglied des Vorstands der Freien Volksbühne Berlin.